# منتخب جزر كوك لكرة اليد للشباب
منتخب جزر كوك لكرة اليد للشباب هو ممثل جزر كوك الرسمي في المنافسات الدولية في كرة اليد للشباب
.